# Josef Hrubeš
Josef Hrubeš (* 23. březen 1946, Třebíč) je český malíř.

## Biografie
Josef Hrubeš se narodil roku 1946 v Třebíči, v tzv. Židech, narodil se v domě, který zakoupil jeho dědeček v roce 1895. Zde žije celý život a tomuto místu se věnuje i ve své tvorbě. Od mládí se věnoval malířství, kdy jeho učitelem byl malíř Zdeněk Novotný. Ke konci 60. let se začal věnovat realistické malbě městských motivů, následně se věnoval imaginativní malbě a od roku 1990 pak opět maluje primárně realistické obrazy z rodné čtvrti. Od roku 2004 působí jako výtvarník na plný úvazek.
V roce 1974 se poprvé zúčastnil okresní přehlídky umělecké činnosti, po roce 1990 jeho obrazy byly vystaveny na několika kolektivních výstavách, později pak každoročně vystavoval v Třebíči.
Je zastoupen v soukromých i galerijních sbírkách v Česku i zahraničí (např. Německo, Rakousko, Belgie, USA, Austrálie).
Provozuje galerii Vlasta v rodném domě, galerie je pojmenována po jeho manželce.

## Výstavy
- 1997, Třebíč, Městské kulturní středisko
- 1998, Třebíč, Fond Třebíč
- 1999, Třebíč, Fond Třebíč
- 1999, Třebíč, Galerie 6
- 2000, Třebíč, Fond Třebíč
- 2000, Náměšť nad Oslavou, restaurace Na valech
- 2001, Třebíč, Fond Třebíč
- 2001, Náměšť nad Oslavou, restaurace Na valech
- 2001, Brno, radnice městské části Řečkovice
- 2002, Náměšť nad Oslavou, restaurace Na valech
- 2002, Jihlava, Dům Gustava Mahlera
- 2002, Třebíč, Galerie 6
- 2003, Třebíč, Galerie Dvorek
- 2004, Třebíč, Galerie Dvorek
- 2004, Třebíč, Galerie 6
- 2005, Třebíč, Galerie Dvorek
- 2006, Jihlava, Dům Gustava Mahlera
- 2006, Brno, radnice městské části Řečkovice
- 2007, Třebíč, Galerie Chodba
- 2011, Třebíč, Galerie Ladislava Nováka
- 2012, Třebíč, Hotel Joseph 1699
- 2016, Třebíč, Zadní synagoga
- 2023, Třebíč, Zadní synagoga[4]